# Edward Gerard Hettinger
Edward Gerard Hettinger (* 14. Oktober 1902 in Lancaster, Ohio; † 28. Dezember 1996 in Dublin, Ohio) war ein US-amerikanischer römisch-katholischer Geistlicher und Weihbischof in Columbus.

## Leben
Edward Gerard Hettinger besuchte das College of the Holy Cross in Worcester, bevor er am Saint Vincent Seminary der Erzabtei St. Vincent in Latrobe Philosophie und Katholische Theologie studierte. Hettinger empfing am 2. Juni 1928 durch den Bischof von Columbus, James Joseph Hartley, das Sakrament der Priesterweihe.
Hettinger war zunächst als Kaplan am St. Anne’s Maternity Hospital in Columbus und als Pfarradministrator der Pfarrei St. Mary in Delaware tätig, bevor er Kaplan des Waisenhauses St. Vincent und Pfarradministrator der Pfarrei St. Margaret of Cortona wurde. Daneben war er ab 1929 Verantwortlicher für die katholischen Friedhöfe im Bistum Columbus und von 1938 bis 1942 Diözesankanzler. 1938 verlieh ihm Papst Pius XII. den Titel Päpstlicher Hausprälat.
Am 6. Dezember 1941 ernannte ihn Papst Pius XII. zum Titularbischof von Teos und zum Weihbischof in Columbus. Der Bischof von Columbus, James Joseph Hartley, spendete ihm am 24. Februar 1942 in der Kathedrale St. Joseph in Columbus die Bischofsweihe; Mitkonsekratoren waren der Bischof von Covington, Francis William Howard, und der Weihbischof in Cincinnati, George John Rehring. Ab 1945 war Hettinger zudem Generalvikar des Bistums Columbus. Daneben war er von 1959 bis 1964 Vizepräsident des Diocesan School Board.
Papst Paul VI. nahm am 14. Oktober 1977 das von Edward Gerard Hettinger vorgebrachte Rücktrittsgesuch an. Danach war er bis 1978 Pfarrer der Pfarrei Sacred Heart in Columbus. Anschließend lebte Hettinger an seinem Ruhesitz in Zaleski, wo er als Seelsorger in der Pfarrei St. Sylvester wirkte. 1994 zog er in die Seniorenresidenz Convalarium at Indian Run in Dublin, Ohio.